# Benno Ottow
Benno Ottow, (seit etwa 1900) eigentlich Benno Richard Otto  (* 2. Maijul. / 14. Mai 1884greg. in Kertel auf Dagö; † 29. Mai 1975 in Stockholm) war ein deutsch-baltischer Gynäkologe und Geburtshelfer, der nach dem Zweiten Weltkrieg in Schweden arbeitete und lebte.

## Leben
Benno Ottow wurde in Kertel auf der Insel Dagö geboren, wo sein Vater Richard (August Eduard) Ottow (1851–1931) von 1881 bis 1885 Arzt einer Tuchfabrik war. 1885 zog die Familie nach Dorpat. Sein Bruder war der Publizist und Schriftsteller Fred Ottow (1886–1969). 
Nach dem Besuch der Zeddelmannschen Privat-Lehranstalt und des Gymnasiums Dorpat studierte Ottow Medizin an der Kaiserlichen Universität Dorpat und der Universität Rostock. Im Jahre 1912 wurde er in Dorpat zum Dr. med. promoviert. 
Es folgte die Facharztausbildung, die Ottow unter anderem in Dorpat, Berlin, Dresden und Kiel absolvierte. 1914 war er als Frauenarzt in Simferopol auf der Krim tätig. Es folgte die Einberufung in den Heeresdienst, wo er Ordinator eines Reservelazaretts sowie Arzt einer Feldartilleriedivision war. Im estnischen Befreiungskrieg fungierte er als leitender Arzt der chirurgischen Abteilung des Verbandplatzes der 1. Division. 
1918 hielt sich Ottow als Assistent an der Universitätsfrauenklinik in Kiel auf. Von 1920 bis 1925 praktizierte Ottow als Facharzt für Gynäkologie und Geburtshilfe in Dorpat. In der Zwischenzeit erfolgte 1924 die Habilitation. Ottow war nun auch als Privatdozent an der Universität Dorpat tätig, ab 1928 an der Humboldt-Universität zu Berlin. 1931 erfolgte dort die Berufung zum außerordentlichen Professor der Geburtshilfe und Gynäkologie. 
Weitere Funktionen kamen in den folgenden Jahren hinzu. Zum 1. März 1932 trat er der NSDAP bei (Mitgliedsnummer 1.010.506). Von 1933 an war Ottow sowohl leitender Arzt der gynäkologisch-geburtshelferischen Abteilung des städtischen Krankenhauses Berlin-Spandau als auch Direktor der Brandenburgischen Landesfrauenklinik und Hebammenlehranstalt in Berlin-Neukölln, ab 1934 Landesmedizinalrat für die Provinz Brandenburg. Ottow war außerdem ärztliches Mitglied des Erbgesundheits-Obergerichts für Berlin. Sämtliche Funktionen übte er bis Kriegsende aus. Er führte zahlreiche Zwangssterilisierungen besonders an psychisch kranken Patientinnen aus. 1938 rühmte er sich bereits 1500 Frauen zwangssterilisiert zu haben.  Er war ein Befürworter der vollständigen Entfernung des Eileiters um mögliche Wiederherstellungen zu verhindern, setzte sich damit aber nicht allgemein durch.
Nach dem Zweiten Weltkrieg ging Ottow mit seiner Familie nach Schweden, wo er von 1948 bis 1959 wissenschaftlicher Hilfsarbeiter am Naturhistorischen Reichsmuseum in Stockholm war.
Benno Ottow veröffentlichte über 100 Publikationen zu den Themen Gynäkologie, Geburtshilfe, Urologie, Geschichte der Medizin, vergleichende Anatomie sowie Zoologie, so über das Gebärverhalten von Dinosauriern.
Ottow war zweimal verheiratet. In erster Ehe mit Helene Ulmann, die um 1913 starb. Seine zweite Ehefrau war Elisabeth von Mühlendahl. Aus der ersten Ehe ging der Sohn Johann (Hans) Christoph hervor, geboren 1913, der später als Laboratoriumsarzt in Stockholm tätig war. Aus Ottows zweiter Ehe ging die 1921 geborene Tochter Nelly hervor, die Augenärztin in Halmstad wurde.